# Toy-Viam
Toy-Viam é uma comuna francesa na região administrativa da Nova Aquitânia, no departamento de Corrèze. Estende-se por uma área de 9,93 km². Em 2010 a comuna tinha 38 habitantes (densidade: 3,8 hab./km²).